# Кирики-Улита (деревня)
Кирики-Улита — деревня в Вологодском районе Вологодской области на реке Шограш.
Входит в состав Спасского сельского поселения, с точки зрения административно-территориального деления — в Спасский сельсовет.
Расстояние по автодороге до районного центра Вологды — 17 км, до центра муниципального образования Непотягово — 7 км.

## История
Деревня и местность получили название по церкви в честь святых Кирика и Иулитты. Она была построена в середине XVIII века, была однокупольной, одноэтажной, холодной. По легенде, церковь была построена боевым генералом по разрешению Петра Первого. При этом известно, что в те времена близлежащими землями владел Иван Мусин-Пушкин, возведённый в 1710 году в графское достоинство и ставший сенатором.
30 июля 1917 года в Кирико-Улитовской Толстиковской церкви Вологодского уезда сочетались первым браком поэт Сергей Есенин и Зинаида Райх.
В 1950—1960-х годах церковь была снесена.
Близ села находится одноимённое урочище, прозванное «Вологодской Швейцарией».
Существуют планы по включению деревни в черту Вологды после окончания строительства объездной дороги, которая должна пройти поблизости.

## Население
| 2010 |
| ---- |
| 6    |

По переписи 2002 года население — 5 человек.